# Livia Nannini Costantini

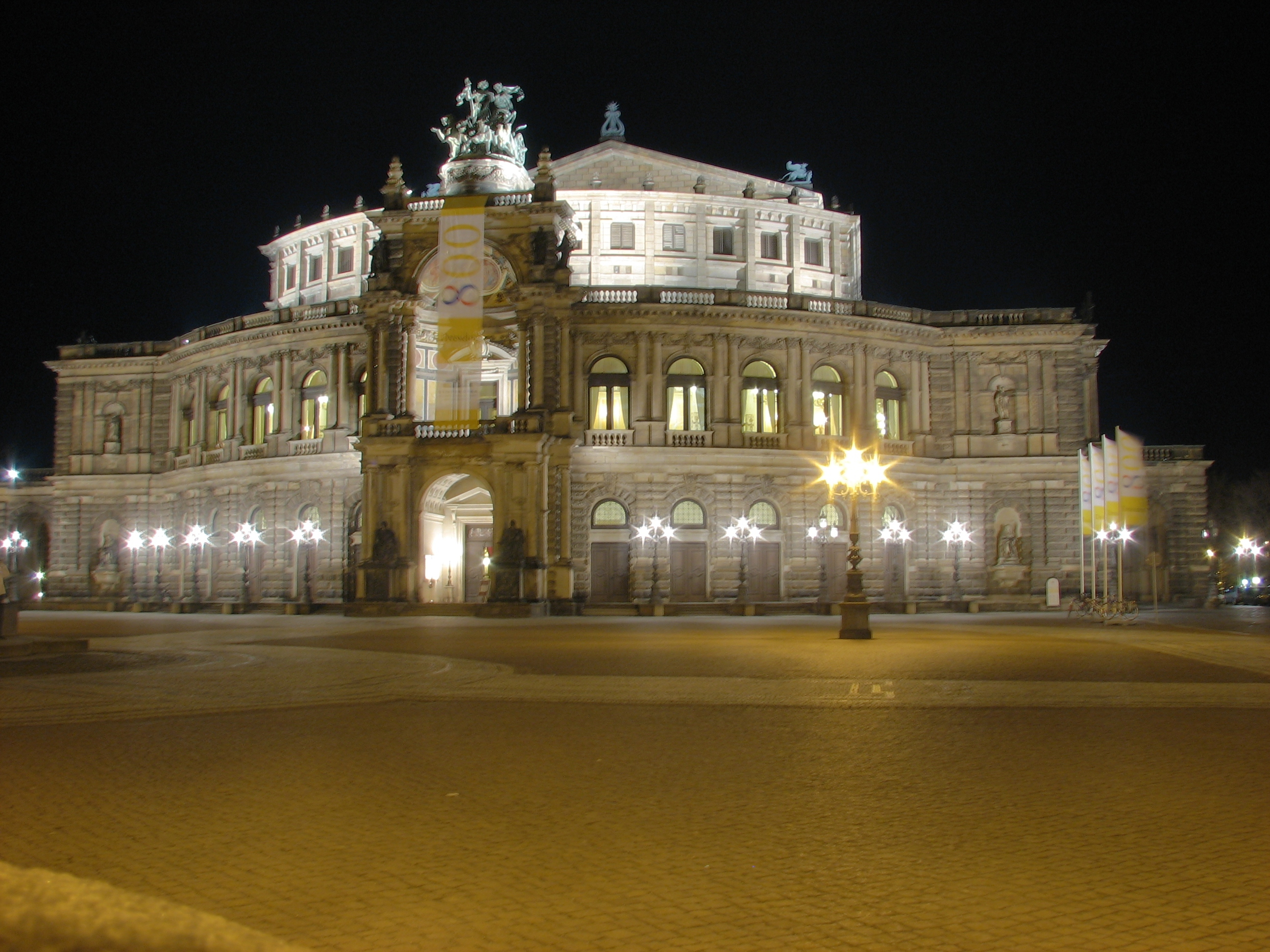
Semperoper di Dresda

Livia Nannini Costantini (Bologna, 1680 circa – 1750 circa) è stata un soprano italiano naturalizzato polacco, detta  La Polacchina, Virtuosa del Re di Polonia nonché Virtuosa della corte di Mantova.

## Biografia
Di questa cantante ci sono pervenute pochissime notizie biografiche; sappiamo che nacque a Bologna verso il 1680 e che l'anno di morte dovrebbe potersi collocare attorno al 1750.
La famiglia era di origine bolognese, Livia era figlia di Giovanni Nannini, pare collegato in qualche modo alla Corte di Mantova e di Margherita, forse cantante anche lei; aveva due sorelle, il soprano Lucia Vittoria Nannini ed il soprano Francesca Nannini e pare che le tre sorelle fossero tutte conosciute col soprannome di Le Polacchine, tanto che c'è una certa confusione fra gli storici della musica al riguardo. Secondo lo storico italiano Francesco Saverio Quadrio c'erano addirittura quattro cantanti conosciute come Le Polacchine.

## Carriera
Anche della sua preparazione musicale non si hanno notizie: gli inizi della sua carriera furono a Napoli, dove riportò i primi successi. Si hanno notizie della stagione teatrale napoletana 1697-1698, ricordata come memorabile in quanto il re aveva fatto allestire scene bellissime e assunto nuovi cantanti, fra i quali la Nannini. Dal 1700 al 1705 circa la sua carriera fu intensa; in questo periodo sembrava affermarsi particolarmente nel genere comico e fu in questi anni che conobbe e collaborò con alcuni fra i più famosi cantanti dell'epoca quali Nicolò Grimaldi, detto Nicolini, Matteo Sassano, detto Matteuccio, Vittoria Tarquini, detta la Bombace, Maria Maddalena Musi, detta la Mignatti, che sarà per lungo tempo sua rivale, il celebre castrato napoletano Nicola Paris, detto Nicolino e il basso Giovanni Battista Cavana.
Nel 1697 fu Virginia in La caduta de' Decemviri, nel 1698  Muzio Scevola, nel 1700 interpretò Livio nella Eraclea e cantò ne Il pastor di Corinto, entrambe di Alessandro Scarlatti. A Napoli nel 1702 si esibì in Tiberio imperatore Oriente e in Semiramide a Modena, dove in segno di apprezzamento le fu dedicato un sonetto in suo onore.
Tornò ancora a Napoli per interpretare la parte di Bellina ne Il più fedel tra i vassalli di Aldrovandini, nel 1705.
Nel 1709 ci fu una breve parentesi nella sua intensa attività perché Livia si sposò, a Vienna, con il famoso attore Angelo Costantini, affermato interprete dell'allora nascente Commedia dell'arte, per il quale si trattava del secondo matrimonio.
Nel 1710 cantò ne Gli amanti generosi di Francesco Mancini con Nicolini a Genova e nel 1713 si esibì in Cassandra Indovina di Fago. Nello stesso anno col collega e compagno preferito nel genere comico, il basso Cavana, si esibì in Basilio, re d'Oriente di Nicola Porpora e cantò gli intermezzi comici di Domenico Sarro inseriti ne Il Comando non inteso ed ubbidito di Antonio Lotti presso il Teatro dei Fiorentini.

## Dresda
Alcune fonti indicano che nel 1716 si sia spostata a Madrid nel con la troupe dei Costantini, ma è più probabile, secondo altre, che sia andata a Dresda, anche perché in Germania si stavano raccogliendo, proprio in quel periodo i migliori cantanti d'Europa: Senesino, Santa Stella, Margherita Durastanti, Vittoria Tesi, Giuseppe Maria Boschi, Francesco Guicciardi.
Nel 1717 entrò a far parte della loro compagnia di canto interpretando, fra le altre opere,Gli odii delusi dal sangue e Vespetta in Giove in Argo di Lotti. La data ufficiale della sua permanenza a Dresda è il 1718, a quanto riportano gli archivi. La Polacchina rimase con loro fino al 1720 fino allo scioglimento della compagnia in quanto i castrati Senesino e Berselli avevano insultato il compositore Johann David Heinichen. Nel 1724 sembra che sia ritornata con il marito a Verona, dove però doveva sopravvivere con una pensione piuttosto bassa e pertanto la sua permanenza qui non durò a lungo.
Fra l'altro nel frattempo le sue caratteristiche musicali erano maturate ed i soli ruoli comici le andavano stretti in quanto si era dimostrata all'altezza di interpretare anche personaggi drammatici.

## Londra e Händel
Probabilmente fu per questo motivo che Händel la notó e la ingaggiò per la stagione 1725-1726 a Londra. È possibile che il compositore avesse sentito cantare la Nannini a Dresda nel 1719. Qui ritrovò il suo collega di Dresda Senesino e cantò come Matilde in Ottone e il 12 marzo 1726 fu una delle interpreti della prima di Scipione al King's Theatre di Londra con la Cuzzoni, il castrato Antonio Baldi ed il basso Giuseppe Maria Boschi.
Nel frattempo, il vecchio Angelo Costantini si esibiva anche nella capitale britannica, mentre per Livia si avvicinava la fine della sua carriera, forse lo seguì a Parigi nel 1729, data dalla quale non abbiamo più notizie della cantante.